# Let Go (Avril Lavigne)
Let Go è il primo album in studio della cantautrice canadese Avril Lavigne, pubblicato il 4 giugno 2002 dalla Arista Records.
Con più sedici milioni di copie vendute in tutto il mondo è il secondo album più venduto del 2002, l'ottavo più venduto nel primo decennio degli anni duemila. Let Go è stato definito il più redditizio debutto della musica pop del 2002 e l'album più venduto della cantautrice. Secondo la rivista Billboard è il ventunesimo disco più venduto del decennio. I lettori della rivista specializzata Rolling Stone hanno eletto Let Go il quarto album migliore degli anni 2000.

## Descrizione
Dopo aver firmato un contratto con la Arista Records nel novembre 2000 con il consenso del CEO della casa discografica, Antonio "L.A." Reid, Avril Lavigne si reca a New York. Qui comincia a dedicarsi al progetto collaborando con una squadra di produttori e autori musicali. Per sei mesi, l'etichetta aveva fornito ad Avril Lavigne due coautori che collaborassero con lei secondo le istruzioni della Arista. Reid si aspettava che Avril Lavigne registrasse brani folk perché si era presentata al provino con uno stile "ballad, nuovo country". La società non riuscì quindi a scendere a patti con "una ragazza che aveva appena scoperto una chitarra rock". Per un anno, nulla di significativo fu prodotto e Avril Lavigne era sul punto di essere espulsa dall'Arista.
La ragazza decise così di traslocare a Los Angeles. Qui conosce il produttore Clifton Magness che le diede piena libertà creativa nella stesura dei brani, e con lui compose alcune canzoni tra le quali Unwanted, Losing Grip, Mobile, My World e Too Much To Ask, che verranno poi inserite nell'album.
Dopo due anni da quando aveva firmato il contratto, Avril Lavigne, ancora sconosciuta, entrò in contatto con un trio di produttori, chiamato The Matrix. L'Arista non aveva ancora trovato il giusto stile musicale per l'artista, perciò, la manager della società, Sandy Roberton, propose di farla collaborare con il team, convincendo gli altri membri dicendo soltanto: "Perché non affiancarla ai The Matrix per un paio di giorni?". Secondo Lauren Christy, essi avevano ascoltato le prime canzoni di Avril Lavigne e avevano capito che contenevano "un'energia in stile Faith Hill". Appena videro entrare la ragazza nel loro studio di registrazione, i The Matrix capirono subito che la sua direzione musicale non calzava per niente con la sua immagine. Il gruppo le ha poi suonato alcuni brani con influssi di Faith Hill, poiché, era quel genere che l'etichetta avrebbe voluto che Avril Lavigne cantasse, ma la cantante rifiutò sostenendo di voler cantare pezzi con inclinazioni punk rock. Cantò quindi ai The Matrix, un brano che aveva registrato e che amava molto, un pezzo con sonorità molto simili a quelle del gruppo rock, System of a Down. Fortunatamente, prima di formare i The Matrix, i suoi membri si erano cimentanti con il genere pop-rock, quindi compresero subito cosa Avril Lavigne volesse produrre, intuendo quindi cosa fare con lei. Le consigliarono di presentarsi il giorno dopo, e, nel pomeriggio dello stesso giorno, scrissero un brano che si evolse poi in Complicated, e un'altra canzone chiamata Falling Down.
Quando Josh Sarubin, il produttore esecutivo che aveva fatto firmare ad Avril il contratto, ebbe ascoltato il pezzo, comprese che per lei andava bene. La cantante ha presentato poi il brano a Reid, che diede il suo assenso al percorso musicale che la ragazza e i The Matrix avevano intrapreso, scegliendo, Complicated come singolo di lancio. Reid invitò poi l'artista a frequentare nuovamente i The Matrix, in un primo momento, solo per un mese. L'Arista diede loro carta bianca per scrivere e produrre dieci brani che avrebbero poi composto in circa due mesi. Reid aveva proposto ad Avril di intitolare il disco, Anything But Ordinary, come un pezzo dallo stesso nome che i The Matrix avevano prodotto, ma rifiutò, ed anzi, sollecitó Reid a chiamare il disco, Let Go.

## Produzione
Con i The Matrix, Avril Lavigne ha registrato i brani nei Decoy Studios, situati in un quartiere suburbano di Los Angeles, conosciuto come Valley Village. Il membro dei The Matrix, Scott Spock, ha assunto il ruolo del principale ingegnere acustico, mentre a Tom Lord-Alge venne assegnato il compito di mixare il materiale registrato. Avril Lavigne incise i brani completi "su tracce strumentali in gran parte finite". Spock ha confessato che Avril Lavigne registrava normalmente ogni brano in cinque o sei versioni, "e, probabilmente il 90 per cento di quelle che venivano usate alla fine erano quelle buttate giù al primo o al secondo tentativo". I Matrix hanno anche contribuito con parti secondarie cantate. Nell'album verranno inserite anche, Nobody's Fool, scritta con Peter Zizzo, un autore che l'aveva accompagnata e sostenuta prima di diventare famosa, e Tomorrow e Naked, scritte con Curtis J. Frasca e Isabelle Harriet Breer.
Introdotta come cantautrice, Avril Lavigne ha fatto comprendere di essere lei, la principale autrice dell'album. In un articolo pubblicato sulla rivista Rolling Stone, Avril Lavigne ha affermato che durante la collaborazione con i The Matrix, un membro sarebbe rimasto nello studio di registrazione mentre gli altri scrivevano, ma che non hanno scritto le parti per la chitarra, i testi o la melodia. Secondo l'artista, lei e Christy hanno scritto tutti i testi insieme.  I The Matrix, che hanno prodotto sei canzoni per Avril Lavigne, cinque delle quali appaiono nell'album, hanno fornito un'altra spiegazione di come si è sviluppata la loro collaborazione. Il trio ha infatti sostenuto di aver scritto gran parte delle musiche in tre singoli: Complicated, Sk8er Boi e I'm with You, concepiti utilizzando, chitarra e pianoforte. Christy ha detto: "Avril avrebbe potuto intervenire e cantare alcune melodie, cambiare una parola qua o là, ma nulla più".
Per quanto avesse bisogno di canzoni pop per "sfondare" nell'industria musicale, Avril Lavigne ha confidato che Complicated non rifletteva i canoni della sua attività di cantautrice. Nonostante tutto, divenne poi grata al brano che la rese famosa, avviando la sua fulgida carriera di cantante. Avril privilegia Losing Grip, perché "significa molto di più quando scaturisce direttamente dall'artista".
L'album, pur rimanendo nell'ambito della musica Pop/Rock da classifica, è particolare. Si passa da canzoni pop come Complicated a pezzi molto più duri (hard) come Unwanted e Losing Grip.

## Accoglienza
Let Go ha ricevuto una risposta soprattutto favorevole dai critici, guadagnandosi 68 punti da Metacritic, dal confronto di recensioni estratte da 7 pubblicazioni. Il critico musicale, Pat Blashill, della rivista Rolling Stone, ha scritto che l'album "sembra completamente imbottito con un'altra dozzina di inni contagiosi di Total Request". Blashill si è congratulato con Avril Lavigne per avere una "bella voce", aggiungendo che lei ha creato il disco con "una qualificata troupe di sforna-hit". Christina Saraceno da AllMusic ha notato che Avril "è in grado di padroneggiare molto bene diversi stili", e l'ha anche lodata come "una cantautrice di talento dotata di una spiccata duttilità vocale". Nonostante tutto, Saraceno è stata dell'opinione che "alla sua età, qualcuno immagina che stia ancora trovando le sue radici partendo dalla musica con cui è cresciuta ascoltando". John Perry della rivista Blender ha schematizzato Let Go come un "pazzesco debutto pop-chitarresco".

## Tracce
1. Losing Grip – 3:53 (Avril Lavigne, Clifton Magness)
2. Complicated – 4:05 (Avril Lavigne, The Matrix)
3. Sk8er Boi – 3:23 (Avril Lavigne, The Matrix)
4. I'm With You – 3:44 (Avril Lavigne, The Matrix)
5. Mobile – 3:31 (Avril Lavigne, Clifton Magness)
6. Unwanted – 3:40 (Avril Lavigne, Clifton Magness)
7. Tomorrow – 3:48 (Avril Lavigne, Curtis Frasca, Harriet Breer)
8. Anything But Ordinary – 4:12 (Avril Lavigne, The Matrix)
9. Things I'll Never Say – 3:44 (Avril Lavigne, The Matrix)
10. My World – 3:27 (Avril Lavigne, Clifton Magness)
11. Nobody's Fool – 3:57 (Avril Lavigne, Peter Zizzo)
12. Too Much To Ask – 3:46 (Avril Lavigne, Clifton Magness)
13. Naked – 3:27 (Avril Lavigne, Curtis Frasca, Harriet Breer)

Bonus track per PC
1. I Don't Give – 3:38 (Avril Lavigne, The Matrix)

Edizione bonus giapponese
1. Why – 4:00 (Avril Lavigne, Peter Zizzo)
2. Complicated (karaoke)
3. Sk8er Boi (karaoke)
4. I'm with You (karaoke)
5. Losing Grip (karaoke)

Edizione 20th Anniversary
1. Why – 3:54
2. Get Over It – 3:29
3. Breakaway – 3:43
4. Falling Down (from Sweet Home Alabama Original Soundtrack) – 3:57
5. I Don't Give (from American Wedding Original Soundtrack) – 3:39
6. Make Up – 3:14

Japanese Tour Edition bonus DVD
1. Complicated (video)
2. Sk8er Boi (video)
3. I'm with You (video)
4. A Day in the Life (video)

Tour Edition bonus VCD
1. Get Over It – 3:27
2. Why – 4:00
3. Unwanted (live)
4. I'm with You (live)
5. Nobody's Fool (live)
6. Complicated (video)
7. Sk8er Boi (video)
8. I'm with You (video)
9. Losing Grip (video)
10. Exclusive Behind The Scenes Footage

## Formazione
- Avril Lavigne – voce, chitarra
- Jeff Allen – basso
- Mark Spicoluk – basso
- Clif Magness – basso, batteria, chitarra, chitarra elettrica, tastiere
- Joe Monadio – batteria
- Matthew Brann – batteria
- Alex Elena – batteria
- Josh Freese – batteria
- Curt Frasca – chitarra
- Corky James – chitarra acustica, chitarra elettrica
- Gerry Leonard – chitarra
- Evan Taubenfeld – chitarra
- Peter Zizzo – chitarra
- Suzie Katayama – violoncello

## Successo commerciale
Let Go ha riscosso un grande successo negli Stati Uniti, guadagnandosi la stima della rivista Entertainment Weekly come uno dei più grandi album di debutto pop del 2002. Il disco ha debuttato nella Billboard 200 alla numero otto con circa 62 000 copie vendute. Tale posizionamento alto in classifica è stato reso possibile grazie al successo del suo singolo apri-pista, Complicated, che contemporaneamente capeggiava le classifiche mondiali, venendo messo continuamente in onda, tramite rotazione radiofonica. Nel corso dell'anno l'album vendeva ogni settimana circa 100 000 copie fini ad accumulare, a fine 2002, quasi 4 milioni di copie, il terzo miglior album commercialmente venduto negli Stati Uniti, il più venduto da un'artista femminile e il miglior debutto dell'anno. L'anno dopo la RIAA lo certifica sei volte disco di platino, grazie ad una vendita superiore a 6 milioni di unità, precisamente 6.9 milioni, al settembre 2015. Prima e durante le vacanze natalizie del 2002, Let Go continua a salire in graduatoria, fino a vendere nella settimana di dicembre e in concomitanza con la sua esibizione ai Billboard Music Award, 272 000 copie. Il suo più alto tasso di vendita settimanale l'ha comunque raggiunto nella settimana culminante il 4 gennaio 2003, grazie ad una performance commerciale pari a 363 000 copie. Nel settembre 2002 raggiunge la seconda posizione, eguagliando tale primato nel febbraio 2003. Le vendite hanno subito un incremento a seguito di un'esibizione avvenuta al Saturday Night Live, in cui Avril venne presentata come musicista guest star. Vendite particolarmente incoraggianti giunsero anche dal Canada, terra natale della Lavigne, in cui la cantante raggiunse, in meno di un anno, la soglia del milione di copie certificandola disco di diamante nel 2003.
Fuori dal territorio nordamericano, Let Go ha riscosso comunque un ottimo successo a livello globale. Nel Regno Unito, dopo 18 settimane dalla sua pubblicazione, il disco conquistò la vetta delle classifiche, anche grazie al prolungato successo del singolo, Sk8er Boi. Il singolo venne premiato con cinque dischi di platino, la dodicesima miglior vendita del 2003 nel Regno Unito. Sui mercati australiani l'album ricevette sette dischi di platino per una vendita superiore a 490 000 copie, imponendosi come terzo miglior vendita commerciale dell'anno 2003. Mondialmente, Let Go ha raggiunto il picco di vendite nella settimana del Natale 2002 grazie a una distribuzione di più di 800 000 copie, e, nella prima settimana del 2003, ad altre 600.000 unità.

## Classifiche

### Classifiche settimanali
| Classifica (2002-03) | Posizione massima |
| -------------------- | ----------------- |
| Australia            | 1                 |
| Austria              | 2                 |
| Belgio (Fiandre)     | 7                 |
| Belgio (Vallonia)    | 9                 |
| Canada               | 1                 |
| Danimarca            | 6                 |
| Finlandia            | 9                 |
| Francia              | 13                |
| Germania             | 2                 |
| Giappone             | 6                 |
| Grecia               | 2                 |
| Irlanda              | 1                 |
| Italia               | 6                 |
| Norvegia             | 3                 |
| Nuova Zelanda        | 1                 |
| Paesi Bassi          | 4                 |
| Polonia              | 3                 |
| Portogallo           | 10                |
| Regno Unito          | 1                 |
| Repubblica Ceca      | 7                 |
| Singapore            | 1                 |
| Spagna               | 37                |
| Stati Uniti          | 2                 |
| Svezia               | 6                 |
| Svizzera             | 2                 |
| Ungheria             | 11                |

### Classifiche di fine anno
| Classifica (2002) | Posizione |
| ----------------- | --------- |
| Australia         | 10        |
| Austria           | 26        |
| Belgio (Fiandre)  | 40        |
| Belgio (Vallonia) | 65        |
| Finlandia         | 29        |
| Francia           | 80        |
| Germania          | 30        |
| Giappone          | 49        |
| Irlanda           | 12        |
| Italia            | 29        |
| Paesi Bassi       | 58        |
| Regno Unito       | 16        |
| Stati Uniti       | 14        |
| Svezia            | 55        |
| Svizzera          | 17        |
| Classifica (2003) | Posizione |
| Australia         | 3         |
| Austria           | 34        |
| Belgio (Fiandre)  | 26        |
| Belgio (Vallonia) | 31        |
| Francia           | 38        |
| Germania          | 20        |
| Giappone          | 26        |
| Irlanda           | 13        |
| Italia            | 39        |
| Paesi Bassi       | 38        |
| Regno Unito       | 11        |
| Stati Uniti       | 5         |
| Svezia            | 92        |
| Svizzera          | 35        |
| Ungheria          | 82        |

### Classifiche di fine decennio
| Classifica (2000-09) | Posizione |
| -------------------- | --------- |
| Australia            | 14        |
| Stati Uniti          | 21        |

### Classifiche di tutti i tempi
| Classifica (1963-2021) | Posizione |
| ---------------------- | --------- |
| Stati Uniti            | 58        |